# Blue Bird (Album)

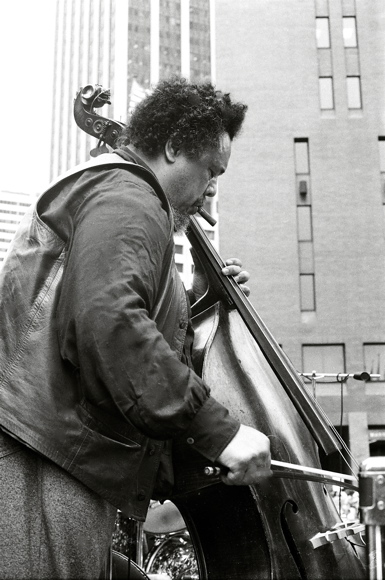
Charles Mingus 1976

Blue Bird und Pithycantropus Erectus sind die Titel von zwei Jazzalben, die Charles Mingus im Rahmen seiner Comeback-Europatournee am 31. Oktober 1970 im Studio für die französische Plattenfirma Musidisc aufnahm. Die LPs wurden zunächst auf dem Musidisc-Sublabel America und als Doppel-LP Reincarnation of a Lovebird auf Prestige veröffentlicht. Nachdem die Alben Pithycantropus Erectus und Blue Bird lange vergriffen waren, erschienen sie 2006 auf Universal Music Jazz France mit sämtlichen weiteren Studio-Mitschnitten in der 2-CD-Edition Charles Mingus in Paris - The Complete America Session.

## Hintergrund
Vor seiner Comebacktournee trat Mingus Ende März 1970 im New Yorker Jazzclub Slug’s auf; Im Sommer 1970 bestand die Mingus-Band schließlich aus Eddie Preston (Trompete), Charles McPherson (Altsaxophon), Bobby Jones (Tenorsaxophon), Jaki Byard (Piano), Charles Mingus (Bass) und Dannie Richmond (Schlagzeug). Nach Engagements im Village Vanguard und The Village Gate im Sommer 1970 ging das Mingus Sextett im Herbst auf eine Europatournee. Drei Tage nach seinem Paris-Konzerts im Théâtre national de Chaillot am 28. Oktober bekam Mingus Gelegenheit für anschließende Studioaufnahmen für das Label Musidisc. Die bei der Session entstandenen Interpretationen von sechs Titeln erschienen in Frankreich auf den beiden Alben Pithycantropus Erectus und Blue Bird, in den USA bei Prestige Records als Doppel-LP unter dem Titel Reincarnation of a Lovebird.
Mingus konzentrierte sich bei seiner Pariser Session auf ausgedehnte Ausarbeitungen früher Kompositionen, wie Reincarnation of a Lovebird (von The Clown, 1957), Pithecanthropus Erectus (vom gleichnamigen Album von 1956) und Peggy’s Blue Skylight (1958), sowie den 18-minütigen, von Charlie Parker stammenden Titel Blue Bird.
Anschließend wurde die Europatournee des Mingus-Sextetts mit Auftritten in Rotterdam und auf den Berliner Jazztagen fortgesetzt. Anfang 1971 erhielt er von Musidisc eine Voraus-Zahlung von 10.000 Dollar.

## Titelliste

### LPPithycantropus Erectus
- Charles Mingus: Pithycantropus Erectus (America 30 AM-6109, Musidisc – MU 434[8])

1. Pithecanthropus Erectus - 16:41
2. Peggy’s Blue Skylight - 12:51
3. Love Is a Dangerous Necessity - 4:34

### LPBlue Bird
- Charles Mingus: Blue Bird (America 30 AF-6110)

1. Reincarnation of Lovebird (Mingus) - 13:00
2. I Left My Heart in San Francisco (Douglas Cross, Georges Cory) - 4:10
3. Blue Bird (Charlie Parker) - 17:00

### CDCharles Mingus in Paris - The Complete America Session
Charles Mingus in Paris, October 1970 - The Complete America Session (Universal Music Jazz France – 984 275-6, Sunnyside – SSC 3065)
CD 1
1. I Left My Heart In San Francisco – 4:04
2. Reincarnation Of A Lovebird – 15:09
3. Peggy’s Blue Skylight – 12:51
4. Love Is a Dangerous Necessity – 4:34
5. Blue Bird – 18:08
6. Pithecanthropus Erectus – 16:41

CD 2 (The Alternate Takes)
1. Reincarnation of a Lovebird (Warm Up And First False Start) – 0:30
2. Reincarnation of a Lovebird (Second False Start) – 1:49
3. Reincarnation of a Lovebird (Third False Start) – 0:06
4. Reincarnation of a Lovebird (Incomplete) – 4:49
5. Peggy’s Blue Skylight (First False Start) – 0:15
6. Peggy’s Blue Skylight (Second False Start) – 0:15
7. Peggy’s Blue Skylight (Third False Start And Rehearsal) – 0:37
8. Peggy’s Blue Skylight (Alternate - Fast Version) – 9:45
9. Blue Bird (Incomplete) – 4:10
10. Reprise – 0:42
11. Love Is a Dangerous Necessity (First False Start) – 1:06
12. Love Is a Dangerous Necessity (Second False Start) – 1:48
13. Pithecanthropus Erectus (First Take, Incomplete) – 7:33
14. Pithecanthropus Erectus (Reprise) – 0:54
15. Pithecanthropus Erectus (Rehearsal) – 0:35
16. Pithecanthropus Erectus (False Start) – 0:09
17. Pithecanthropus Erectus (To The End) – 10:02
18. Pithecanthropus Erectus (Mingus Explanations, Restart) – 2:17

## Rezeption
Ken Dryden schrieb in AllMusic, Charles Mingus glänze mit den Neubearbeitungen seiner älteren Kompositionen Reincarnation of a Lovebird, Pithecanthropus Erectus und Peggy’s Blue Skylight; auch die bluesige Fassung von Charlie Parkers Blue Bird verlieren nie den Dampf. Bei den kürzeren Titeln sei die Qualität unterschiedlich; während I Left My Heart in San Francisco sehr gelungen sei, enttäusche Mingus’ neue Komposition Love Is a Dangerous Necessity (Man hört ihn in der Mitte von McPhersons Solo rufen: „Cut it, cut it!“, woraufhin die Aufnahme abrupt endet). Dryden lobt auch das zusätzliche Material der Session, das mit den Fehlstarts, Abbrüchen, unvollständigen Takes und den Probeaufnahmen die Entwicklung der Aufnahmen dokumentiert. Die außergewöhnlichen Aufnahmen zeigten, dass Mingus nach Überwindung seiner Depression und finanzieller Probleme im Wiederaufschwung begriffen war und noch Vieles beizutragen hatte, bis die Amyotrophe Lateralsklerose seine Karriere Ende dieses Jahrzehnts beendete. In einer zweiten Besprechung, die Scott Yanow über die Prestige-Doppel-LP verfasste, lobt dieser das Album als exzellent. Mingus sei in Bestform und brächte seine Mitmusiker zu originellen Äußerungen.
Andrey Henkin befand in All About Jazz, dass vor allem die längeren Stücke die interessanteren sind, doch die kürzeren Mingus’ Anliegen überzeugenden Komponierens offenbarten.
Die Mingus-Biografen Horst Weber und Gerd Filtgen zogen das zweite Album der America-Session Blue Bird vor; es sei „wesentlich kompakter und geschlossener“ als Pithycantropus Erectus. Jaki Byard sei bei den Aufnahmen in bester Verfassung gewesen; sein Solo in Reincarnation of a Lovebird sei beachtlich. Das durcharrangierte I Left My Heart in San Francisco sei ein „absoluter Knüller“, lobten die Autoren; „die hier während des ganzen Stücks durchgehaltene Stimmung einmalig in ihrer Dichte und Geschlossenheit“. Das ausgedehnte Blue Bird habe die „Atmösphäre einer After Hours Session“. Das Thema von Pithecanthropus Erectus, Titelstück des ersten America-Albums, wird „von der Gruppe geschmeidiger und rasanter als bei der Urfassung gespielt. Die anschließende Kollektivimprovisation streift die Bereiche des Free Jazz, ohne den Hörer zu überfordern.“ In Peggy’s Blue Skylight spiele McPherson eher zart und verhalten, Bobby Jones dagegen robuster. Love Is a Dangerous Necessity ist eine sehr romantisch vorgetragene Ballade; „sie enthält viel Stimmung im Arrangement und Einfühlsamkeit in den Soli von Eddie Preston und Charles McPherson“.

## Die Europatournee 1970
Die Tournee der Mingus-Band im Herbst 1970 wurde auf einer Reihe von Live-LPs bzw. CDs dokumentiert, die mit Ausnahme des Konzerts im TNP nicht autorisiert sind:
- Teatro Lirico, Mailand, 25. Oktober 1970: Statements (Joker UPS2072KR)
- Théâtre national de Chaillot, Paris, 28. Oktober 1970: European Tour, Fall 1970, Paris, TNP, Charles Mingus in Paris 1970 (DIW Records)
- Newport in Europe Festival, Rotterdam, 1. November 1970: Live in Rotterdam, 1970
- Berliner Jazztage, Philharmonie Berlin, 5. November: In Berlin